# Muralles romanes de Tarragona
Les muralles romanes de Tarragona és una de les primeres grans obres que els romans van emprendre, després del desembarcament dels Escipions a Empúries, l'any 218 aC, i de l'arribada a Tàrraco. I és que Tàrraco, en el context de la Segona Guerra Púnica, va constituir la principal base militar romana.
Des de l'època romana, amb la primigènia estacada de fusta que envoltaria l'establiment militar i les dues fases constructives inicials, fins a l'actualitat, aquesta muralla ha anat patint tota una sèrie de transformacions i s'ha anat refent quan ha estat necessari de forma que, avui en dia, és el resultat de pràcticament vint-i-dos segles d'evolució. A més, amb el temps, parts de la mateixa s'han anat integrant dins les edificacions medievals, modernes i contemporànies de la ciutat formant avui una unitat en si mateixes.

## Fases constructives

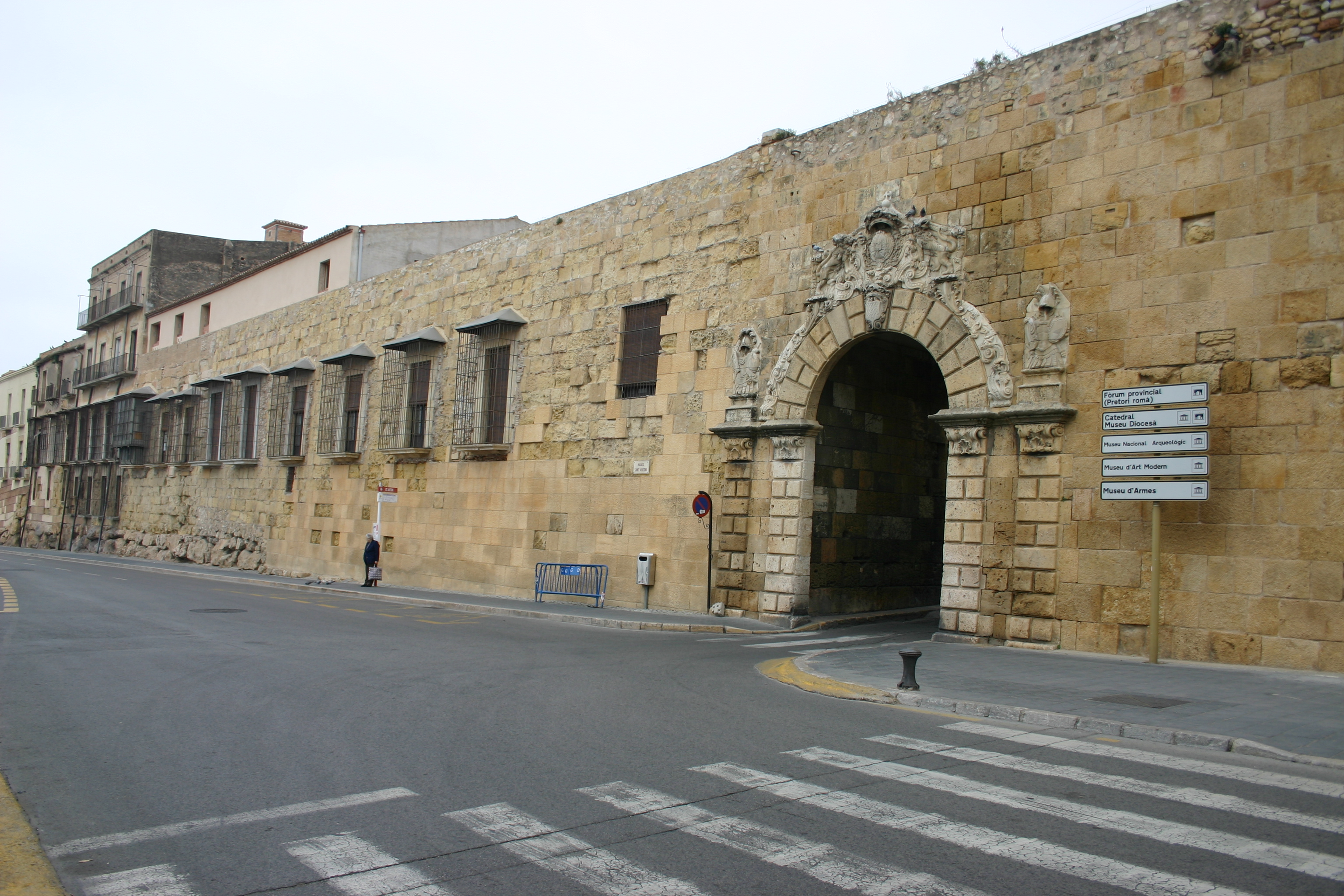
Les muralles amb el portal de Sant Antoni i les finestres d'habitatges particulars

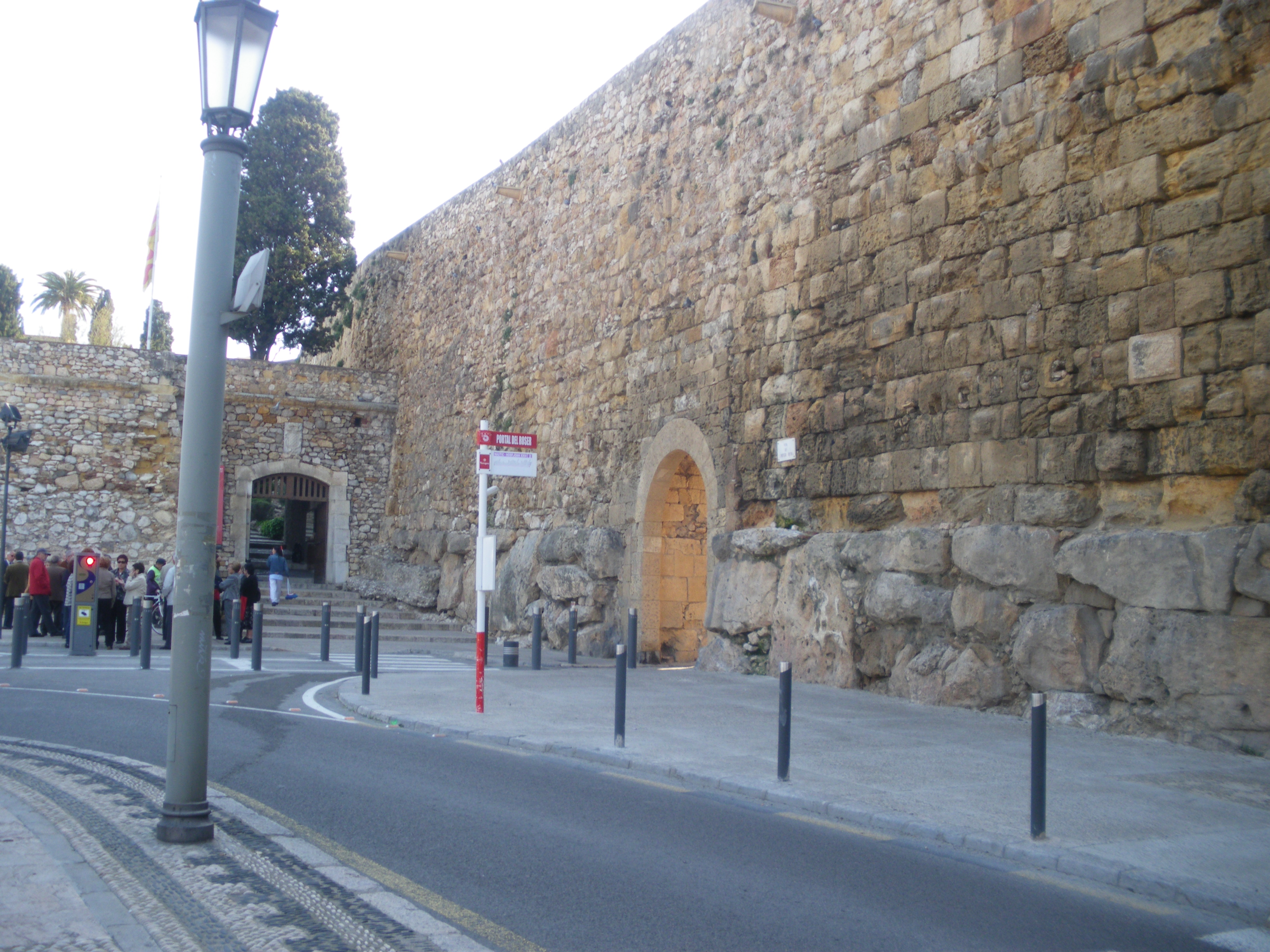
Portal del Roser

S'han pogut diferenciar dues fases en el procés de construcció. La primera, datada en els primers anys de la presència romana, amb una amplada de 4 metres per 6 d'alçada; era reforçada mitjançant torres de planta quadrangular de les quals en coneixem tres: la de Minerva (o Sant Magí), la del Cabiscol (o Seminari) i la de l'Arquebisbe (reconstruïda al segle xiv).
La segona fase respon a un canvi de plantejament arquitectònic i estratègic amb la fita d'augmentar l'amplada a 6 metres i l'alçada a 12. Aquesta segona fase es produeix pocs anys més tard de la fundació de la ciutat i, sembla, que es pot relacionar amb les campanyes militars del cònsol Cató per reprimir la revolta de les tribus indígenes, tot just començat el segle ii aC.
Els llenços de les muralles i de les torres presenten la mateixa tècnica constructiva: la base és constituïda per blocs megalítics on s'obren petites portes (portelles) que només permeten el pas d'una persona a peu amb finalitat militar. Damunt del sòcol megalític es recolza el doble parament de carreus tallats i, generalment, encoixinats, fins a completar l'alçada. L'espai entre tots dos paraments s'omple amb toves i pedres petites.
Pel que fa a les portes d'accés, només en coneixem una d'original (llevat de les poternes), situada molt a prop de la torre de Minerva, encara que fortament emmascarada per aprofitaments posteriors. Es tracta d'una porta adovellada, d'arc de mig punt, de grans dimensions.
El caire de plaça militar de Tarragona al llarg de la història ha fet que les transformacions i les restauracions de la muralla es produïssin repetidament, especialment a l'edat mitjana i en el decurs de la Guerra de Successió (1702–1714), quan els anglesos feien servir la ciutat com a punt d'avituallament i de comunicació amb el seu destacament a l'illa de Menorca, reformaren el port i milloraren l'estat de les fortificacions, també van construir la Contramuralla o Falsa Braga.
Les fortificacions de la ciutat van caure en desús a la fi de l'ocupació per part de les tropes napoleòniques que van haver de reconstruir gran part de les mateixes a causa dels estralls produïts durant el setge de 1811. Tot i de decaure del seu primer ús, les muralles han estat aprofitades per a instal·lar-hi habitatges en l'espai existent entre ambdós paraments en els quals s'han obert, a més, finestres i balconades.

## Història
Les investigacions arqueològiques realitzades han permès situar la construcció inicial de la muralla a finals del segle iii aC, al moment de l'arribada dels exèrcits romans a la Península dins del context de la II Guerra Púnica. Tàrraco fou en principi una base militar dins del marc d'aquestes operacions.
La muralla fou construïda en dues fases. En un primer moment, dins la primera fase de la conquesta i en temps dels Escipions, es van edificar una sèrie de fortaleses (castellà), que pocs anys després, a principis del segle ii aC, i un cop acabada la guerra amb els cartaginesos, foren englobades per una nova construcció, que correspon a l'actual muralla.
Aquesta segona muralla responia al moment en què, acabada la guerra púnica, els romans s'enfrontaven amb les tribus indígenes, en el que posteriorment es du a terme el procés d'expansió per la península.
Fins ara s'havia suposat que les marques de picapedrer visibles en alguns carreus, i escrites aparentment en l'alfabet ibèric, eren un testimoni de la participació de mà d'obra indígena en la construcció de la muralla. Tanmateix, estudis recents demostren que en realitat són obra de picapedrers itàlics.
Les muralles han experimentat nombroses modificacions i restauracions, especialment durant l'edat mitjana i arran de la Guerra de Successió (s. xviii). L'element medieval més important que es conserva és la torre de l'Arquebisbe o del Paborde, construïda al segle xiv damunt dels fonaments, clarament visibles, d'una torre romana.
Pel que fa a les intervencions setcentistes, cal fer especial esment de la contramuralla de 550 m de llarg que els enginyers britànics van construir durant la Guerra de Successió. D'aquest mateix període són el portal del Roser, el baluard de Santa Bàrbara (dit també Fortí Negre), el de Sant Antoni i el portal de Sant Antoni, l'aspecte actual del qual correspon a la construcció del 1757. El sector de muralla comprès entre aquest portal i l'actual edifici del Museu Arqueològic va ser aprofitat per fer-hi habitatges.
Ja dins del segle xx es va fer el Passeig Arqueològic, zona enjardinada que ocupa l'espai entre la muralla romana i la contramuralla del segle xviii. L'obra, inaugurada el 22 d'octubre de 1932, fou projectada per l'arquitecte Jeroni Martorell.

## Estructures de la muralla
De la primera muralla en pedra, construïda entre el 217 i el 197 aC, es conserven tres torres: les de l'Arquebisbe, Cabiscol i Minerva.
La torre de l'Arquebisbe és una torre de la primera fase de la muralla romana, amb una important ampliació d'època medieval. Les torres de l'Arquebisbe o del Paborde i les del Cabiscol o del Seminari, i Minerva o Sant Magí tindrien una estructura similar. Les excavacions a l'interior de les darreres en mostren la similitud estructural i projectual, encara que la conservació del cos de carreus no ha deixat rastre de les obertures per a espitlleres, perquè noves finestres i balcons han desfigurat aquesta part de la torre. Aquesta torre enllaça per l'est amb un pany de la «primera fase» que la uneix amb el Fortí Negre, mentre que per l'est se li recolza un pany de la «segona fase» que va fins a la torre del Seminari.
Des del Passeig Arqueològic es pot veure un potent sòcol megalític sobre el qual hi ha el cos de carreus romà, força desfigurat per intervencions d'època medieval i moderna. L'espai interior del cos superior actualment és ocupat per un despatx de l'Arquebisbat. A l'edat mitjana es va aixecar un segon cos a aquesta torre, que hom coneix com la torre dels Templers i posteriorment del Paborde i de l'Arquebisbe. La part medieval es basteix amb carreus, alguns encoixinats i marques de picapedrer, i a l'interior mostra una sala coberta amb volta apuntada de carreus. Encara es poden veure elements com mènsules sota l'arrancada de la volta, base d'un trespol, i part d'una escala de cargol posterior. Exteriorment hi una gran finestra de mig punt amb esqueixat i es corona amb un fris de merlets sota el qual hi ha un triple fris d'espitlleres, llucanes i espitlleres, així com l'empremta d'un possible cadafalc. Si bé s'ha datat tradicionalment en època baixmedieval, l'aparell constructiu, el tipus de merlets, les llucanes, el finestral de mig punt esqueixat i la coberta de volta apuntada de carreus, fan replantejar-se la datació i pensar en una cronologia més alta, entre els segles xii i xiii.
Les torres del Cabiscol o del Seminari és una altra de les torres de la primera fase de la muralla romana, de característiques constructives similars a la del Seminari: base megalítica amb farciment interior de capes de terra i reble, cos superior de carreus possiblement amb espitlleres que donen a una sala de tir interior, i terrassa com a coberta. Aquesta torre enllaça per l'est amb un pany de la «primera fase» que la uneix amb la de Minerva, mentre que per l'oest se li recolza un pany de la «segona fase» que va fins a la torre de l'Arquebisbe. En els dos costats es localitzen sengles portes per accedir a l'interior de la torre. El sondeig al peu de la porta est va permetre localitzar el parament interior de la muralla de la «primera fase», de quatre metres i mig d'ample per sis d'alt, tot ell de megàlits. També s'hi observen reformes i obertures d'època moderna i contemporània. Aquesta torre ha estat estudiada per l'Institut Arqueològic Alemany sota la director del Dr. Hauschild.
Finalment trobem la torre de Minerva. Aquesta defensa es localitza en el punt més alt de la ciutat, orientada vers l'interior, però amb un clar domini visual de la mar i de l'accés republicà cap al campament romà, fossilitzat «mutatis mutandi» en l'actual camí de la Cuixa. Es tracta d'una torre de planta gairebé quadrada, de l'anomenada «primera fase» de la muralla. Té uns 11 metres de costat, amb dues cares en origen lliures, al nord i a l'est, mentre que les altres dues serien obertes a sengles panys de muralla. Amb la construcció de la «segona fase», la cara est va quedar parcialment paredada en adossar-se-li el corresponent tram de la nova fortificació. Aquest fet va provocar que el relleu de Minerva fos cobert fins a l'any 1932, quan l'esllavissada del parament exterior del llenç el va tornar a deixar a la vista. Amb tot, Pons d'Icart havia pogut veure la part superior del relleu, ara desapareguda: «en el muro de la ciudad arriba, entre la puerta del Carro y el baluarte de sant Antón, en una grande piedra, ay también una estatua o figura con la ropa larga parece alguna diosa; tiene rostro tan gastado que no se puede conocer que diosa era». El basament de la torre estaria format per sis grans filades irregulars de megàlits, força llargs, i amb peces de menors dimensions, a la manera de falca per donar-los-hi estabilitat. La sisena filada seria molt més regular, amb la cara superior horitzontal, o regularitzada amb pedres menors, per tal de rebre el segon cos, de carreus. Del cos de carreus es poden estudiar les cares est i oest, mentre que la nord es presenta refeta. Es construeix com ja hem dit, a base de blocs tendents a la forma quadrada o lleugerament rectangular, amb una anatyrosis força regular i un bon acabat i es disposen en paraments lleugerament atalussats (un 2,5 % apunta Hauschild). En força peces es pot veure els encaixos dels ferrei forfices utilitzats per a l'elevació mitjançant politges i tenalles.
Les cares oest i est presenten uns trets força interessants. A la primera es va descobrir una obertura allargada en el cos de carreus, i que podríem prendre com una espitllera. A la segona n'hi hauria una de característiques similars, que flanqueja una franja de carreus sense encoixinar, sobre la qual hi ha una mena de cornisa quadrada, que es considera la preparació del camp epigràfic per a una inscripció monumental. En l'eix de simetria d'aquesta preparació, sobre seu, es localitza el famós relleu de Minerva, descobert després de l'esllavissada de 1932. Del relleu de Minerva es conserva poc més de la meitat inferior de la figura, vestida amb un peple i armada amb llança i escut. L'estudi realitzat per Wilheim Grünhagen corrobora la hipòtesi de Hauschild que es troba in situ.
Quant als relleus de bustos en els megàlits de la torre, en trobem un a la cara nord, cisellat en el bell mig d'un megàlit, d'un mig metre d'alçada, mirant amunt, amb llavis molsuts i nas destacat, la part del front i els ulls, molt malmesa. Dues cares més són en el cantó nord-est, cisellats en un bloc en angle, i, com en el cas anterior, també miren cap amunt. A la cara est hi ha dues cares més, de dimensions molt més petites però de característiques similars. Els estudis a l'interior de la torre van proporcionar dos grups epigràfics molt interessants: una sèrie de grafits en alfabet ibèric, que indiquen que hi va haver-hi al lloc indígenes (tropes aliades?), més que no pas hi van participar en la construcció. Però destaca un epígraf en llatí dedicat a la deessa Minerva, la inscripció llatina més antiga d'Hispània. Es tracta d'un grafit marcat a punxó, molt lleugerament i que el Dr. G. Alföldy ha transcrit com «M VIBIO MENRVA», en llatí arcaic.
Al bell mig de la torre, sobre el replè del basament megalític, es va localitzar un pilar de carreus lligats amb cues d'oreneta que es considera com el sosteniment d'un pis o coberta, presumiblement d'opus signinum. La pavimentació de la sala seria un senzill sòl de fang, sobre el qual es va trobar una petita llar de foc. L'estudi dels paraments interiors mostra que es van construir, igual que les portes, amb carreus lligats amb cues d'oreneta, i de característiques similars que els de les façanes. Són obertures amb esplandit vers l'interior. La de la façana oest, amb dos paraments oblics, i la de la cara est, amb el septentrional perpendicular a la façana, atès que calia desplaçar l'obertura per l'existència del camp epigràfic sota el relleu de Minerva. Al peu d'aquestes espitlleres, es van localitzar dos nivells de toves, possiblement basaments per a peces d'artillera de torsió, probablement escorpins. La cara nord de la torre està refeta en època moderna. Aquesta torre va ser estudiada pel Dr. Hauschild, sota els auspicis de l'Institut Arqueològic Alemany de Madrid.
Durant el segle xiii o xiv s'incorporaren noves torres al llenç defensiu romà, com la torre d'en Tintorer, situada a l'actual avinguda de l'Imperi romà. La torre fou construïda amb maçoneria i cordons de carreus a les cantonades, alguns dels quals, pot ser procedents d'edificacions romanes, presenten encoixinat. És de planta quasi quadrada i encara preserva part de les defenses superiors. És escapçada i sobresurt del mur. Determinades zones es presenten reomplertes amb totxana. Al mur est s'observen traces de mala restauració.
Fou en el segle xiv quan Pere III el Cerimoniós va ordenar a diverses ciutats i viles catalanes que es fortifiquessin davant el perill seriós de guerra. D'aquesta forma, a finals del 1368 el Consell de la ciutat va acordar començar la construcció d'una nova muralla, la Muralleta, dotada de quatre noves torres i dos nous accessos. Aquesta es va situar a l'alçada de la façana del circ, l'actual Rambla Vella.
L'aparició de l'artilleria va provocar un canvi substancial en la concepció de muralla. A partir del segle xvi les muralles romana i medieval es van reforçar amb baluards. El fet de considerar Tarragona com a plaça forta va comportar l'inici d'importants obres de fortificació de la ciutat i el port que es prolongaren, amb més o menys continuïtat, des del segle xvi fins a inicis del segle xix, just abans del setge napoleònic del 1811. Les defenses de la ciutat van quedar molt malmeses durant aquest setge i sobretot amb la fugida dels francesos l'any 1813.
Una d'aquestes construccions de reforç d'època moderna és el Fortí Negre, baluard de Santa Bàrbara o de la Benedicció. És una obra baluardada del segle xvi aixecada per reforçar la muralla romana i medieval obsoleta ja davant l'arribada de l'artilleria de foc. La principal aportació de l'arquitectura defensiva del segle xvi fou la creació dels baluards, elements caracteritzats per ser construccions robustes, de poca alçada, de planta poligonal, angles pronunciats i paraments atalussats, característiques que comparteix aquest baluard. Les excavacions arqueològiques de l'Institut Arqueològic Alemany van documentar al seu interior la continuació de la muralla romana i elements que formarien una quarta torre de la primera fase.
El 8 de juny de 1549 van començar les obres del baluard de la torre de la Benedicció o Escolà, altrament baluard de Santa Bàrbara o fortí Negre. La primera pedra es va posar amb l'assistència dels cònsols, síndics del capítol i l'arcediari de Vila-seca Nicolau Burguera, que beneeix l'obra. Es va finalitzar el 3 de febrer de 1550. Les excavacions dutes a terme al baluard pel Dr. Theodor Hauschild, si bé centrades en l'estudi de la muralla romana, aporten algunes dades sobre l'estructura, encara que no es pot definir si la construcció actual té o no fases de reforma posteriors. El baluard té una estructura poligonal amb punta al costat sud-occidental, i s'adapta a l'enllaç dels trams de muralla. El mur té una estructura àmplia de morter de calç i pedra, amb folre exterior de carreus en talús. Com al baluard de Sant Antoni, hi ha una gruixuda imposta de bossell sobre la qual hi ha l'ampit de les troneres, l'estructura interior de les quals s'ha perdut. S'hi accediria per una rampa des de la plaça de Sant Joan, i tindria dues plataformes o dos nivells, amb paviments de lloses, per instal·lar l'artilleria.
Corresponents a la segona fase romana es conserven una porta d'accés rodat (Porta dels Socors) i set porteles o portes
de menors dimensions distribuïdes al llarg del seu recorregut conservat. La porta del Socors és l'únic accés rodat de la «segona fase» que ens ha arribat. Per altra banda una entrada d'aquestes característiques implica l'entrada d'un vial intramurs i, per tant, una de les artèries que podrien organitzar l'urbanisme, almenys de la Part Alta, en època tardorepublicana. També és la porta de mig punt d'època romana més antiga conservada fora de la península Itàlica. Es va aixecar unitàriament amb la «segona fase» constructiva romana. Arrenca des del sòl rocallós de manera que aquest sòcol queda interromput. A l'interior de la porta veiem com el sòcol megalític continua en els dos estreps; per tant, els paraments interior i exterior resten enllaçats. Al damunt, hem de col·locar-hi l'aparell de carreus. Es conserva solament l'arc exterior del portal, mentre que l'interior és una reconstrucció d'època medieval. La primera filada s'assenta sobre els blocs del sòcol, adaptant-se a les sinuositats, amb una filada en línia d'arrancament. Sobre aquesta, els salmers i les dovelles, pràcticament a saltacavall. Sobre la clau i contraclaus hi ha un arc de descàrrega format per sis dovelles. És molt interessant observar que a l'oest de la porta hi ha una interrupció d'obra, es diferencia un conjunt de reclaus en els carreus, cosa que fa pensar, ateses les característiques del treball de la porta, que va ser tallada per un equip especialitzat. Els carreus que conformen la construcció s'adapten al desenvolupament de l'arc, fan que es tallin peces poligonals, trapezoidals i no són estranys els reclaus. Aquesta característica no és pas aliena a la construcció de la «segona fase» romana i hom hi ha vist una certa relació amb la tradició itàlica dels aparells poligonals, com també hi podríem veure en el sòcol megalític. La litologia dels carreus en aquest tram de muralla, molt més sensible als agents atmosfèrics, els ha malmès força, de manera que els encoixinats s'han perdut en bona part, així com les possibles marques de picapedrer.
A la muralla es va habilitar en època baix-medieval el portal del Carro (Portal de Vallcorba o de Sant Magí), una porta urbana amb tancament d'arc de mig punt que s'obre a uns dels llenços de primera fase de la muralla romana (inicis segle ii aC). És possible que es tracti del portal de Vallcorba citat en la documentació. Fou paredat l'any 1369 per tornar-se a obrir posteriorment. Va ser novament clausurat al segle xviii amb la construcció de la contramuralla o Falsa Braga. Finalment fou novament obert i restaurat l'any 2000. A l'altre costat del portal va ser construïda la capella de Sant Magí que li dona nom.
En aquest període van continuar funcionant les portelles del sòcol megalític de la muralla romana (p. ex. la Portella dels Jueus) i les portes romanes, amb determinades reparacions (portal del Socors). Tot i que no podem dir si substitueixen d'altres de romanes, documentalment i arqueològica en coneixem de cronologia medieval i moderna. És per exemple el cas del portal del Roser. És un portal que al segle xiv rebé el nom de «Portal dels Predicadors», nomenclatura que li venia donada per la proximitat al Monestir dels Frares Dominicans edificat davant seu. L'actual nom prové de la construcció de la capella de la Verge del Roser i fundació de la confraria en l'església des Dominics del Pallol. Presenta una estructura d'arc de mig punt construït amb pedra calcària de diferents dimensions i volta de canó en el seu interior. Els laterals del portal reposen sobre el basament de la muralla, que fou parcialment retallat o desmantellat per tal de donar pas. Aquest portal comunicava la ciutat de Tarragona amb el Camp, sortint des de la plaça del Pallol. L'any 1368 el Consell de la ciutat, per reial manament de Pere III el Cerimoniós, acordà rebaixar l'alçada per raons de defensa. Conforme a la documentació, la porta havia de fer-se més petita per tal que passés un sol animal amb càrrega. L'execució d'aquesta ordre es fa palesa amb l'observació del tall dels carreus des del passeig Arqueològic.
Un altre portal documentat a l'edat mitjana és el portal de Sant Antoni. L'actual El 1737 es va ordenar la construcció del nou portal de Sant Antoni, segons el projecte d'Antonio Marín, a més d'algunes obres a les casernes del Patriarca i del Rei. Aquests substituiria un d'anterior amb el mateix nom o també anomenat com el del Mal Consell. El portal construït és el que ens ha arribat ara. Es tracta d'una estructura d'uns 5,5 m d'alçada per 3,5 m de llum. És l'element més important de la construcció de 1737. Exteriorment forma una façana monumental composta per l'arc de la portalada amb una decoració arquitectònica i escultòrica, l'escut. La decoració exterior és un arc de mig punt dovellat sobre sengles pilastres amb flanqueig d'altres dues. Es ressalta per l'ús de motllures, encoixinats i la pedra. La decoració escultòrica és de marbre blanc del tipus Luni-Carrara, segurament procedent de monuments antics de la ciutat. L'arc és de mig punt amb dovellat encoixinat, igual que les pilastres, amb l'escut de Tarragona, en marbre, encastat a la clau. Les pilastres es rematen per capitells derivats del jònic i una cornisa reculada formada per cavet invers, bossell i filet invers. A l'arrancada, es poden veure quatre bases rectangulars o guarda-rodes. Sobre l'extradós de l'arc s'ha disposat l'escut heràldic de Felip V amb la seva adarga i flanquejat per dos lleons rampants. Sobre les pilastres exteriors, sengles armadures completes a manera de trofeus, sobre inscripcions. La de la dreta del portal diu: «Esta obra se hizo / reinando n(uest)ro Se / [renísimo m]onarc[a / Sr. F]eli[pe quinto]». Mentre que la de l'esquerra: «Siendo governa / dor desta plaza / don Juan de Prado /Año de 1737».
L'estructura és bastida amb carreus de pedra Savinosa. Arcs i pilastres són encoixinats i formen un lleuger reculat. La modulació de les peces és menor que la dels carreus del parament, cosa que indica, tal com ho demostra la documentació escrita, el treball d'un equip especialista. La unió amb el parament de muralla es realitza amb carreus amb encavallades o encatxats i omplint alguns espais buits amb petits daus de pedra. L'especejat de l'obra en marbre mostra que aprofita peces, de manera que els retalls no mostren una cadència ni una organització prefixades. És veritablement una obra amb retalls. A banda i banda de l'escut s'han localitzat sengles encaixos per sustentar la bastida amb què es va aixecar la portada. L'interior del portal té dos muntants de carreus d'una metrologia major, més similar a la del portal, amb força peces reaprofitades, una cornisa formada per una simple faixa a la cota de l'arrancada de la volta que el cobreix, escarsera de maó. L'arc interior és també de mig punt, sobre dues faixes. La planta del portal té un esplandit obert a l'interior. Es conserven encara les pollegueres de metall de la porta de fusta i als paraments laterals, les marques de desgast dels pestells. El portal ha estat objecte de restauració l'any 1992 per part del Taller Escola de Restauració de la Muralla (TERM).

## Protecció genèrica
- L'any 2000 la UNESCO va incloure les muralles romanes dins la llista de Patrimoni Mundial com a integrant del «Conjunt Arqueològic de Tàrraco».
- Tot el terme municipal de Tarragona està protegit i declarat pel Decret 652/1966, de 10 de març (BOE de 22 de març de 1966) i d'acord a l'àmbit III amb un nivell de protecció d'acord amb la vigent Llei 9/93 del Patrimoni Cultural Català, Bé Cultural d'Interès Nacional a la categoria de BCIN-zona arqueològica.
- El bé es troba dins l'àrea de protecció de «Conjunt històric», protegit i declarat pel Decret 652/1966, de 10 de març (BOE de 22 de març de 1966) amb un nivell de protecció d'acord amb la vigent Llei 9/93 del Patrimoni Cultural Català de Bé Cultural d'Interès Nacional a la categoria de CONJUNTS (BCIN) (R-I-53-0073).
- Les muralles romanes tenen una declaració específica per la Reial Ordre de 24 de març de 1884 (Gazeta de 12 d'abril de 1884). Nivell de protecció d'acord amb la vigent Llei 9/93 del Patrimoni Cultural Català: BCIN (Núm. BCIN 213; núm. BIC R-I-51-0037).
- La resta d'elements defensius que s'hi afegiren amb el temps a la muralla romana foren protegits amb posterioritat pel Decret de 22 d'abril de 1949 (BOE de 5 de maig de 1949) de protecció de l'arquitectura militar i a la disposició addicional primera de la Llei 9/93 del Patrimoni Cultural Català.